# Palazzo Altieri

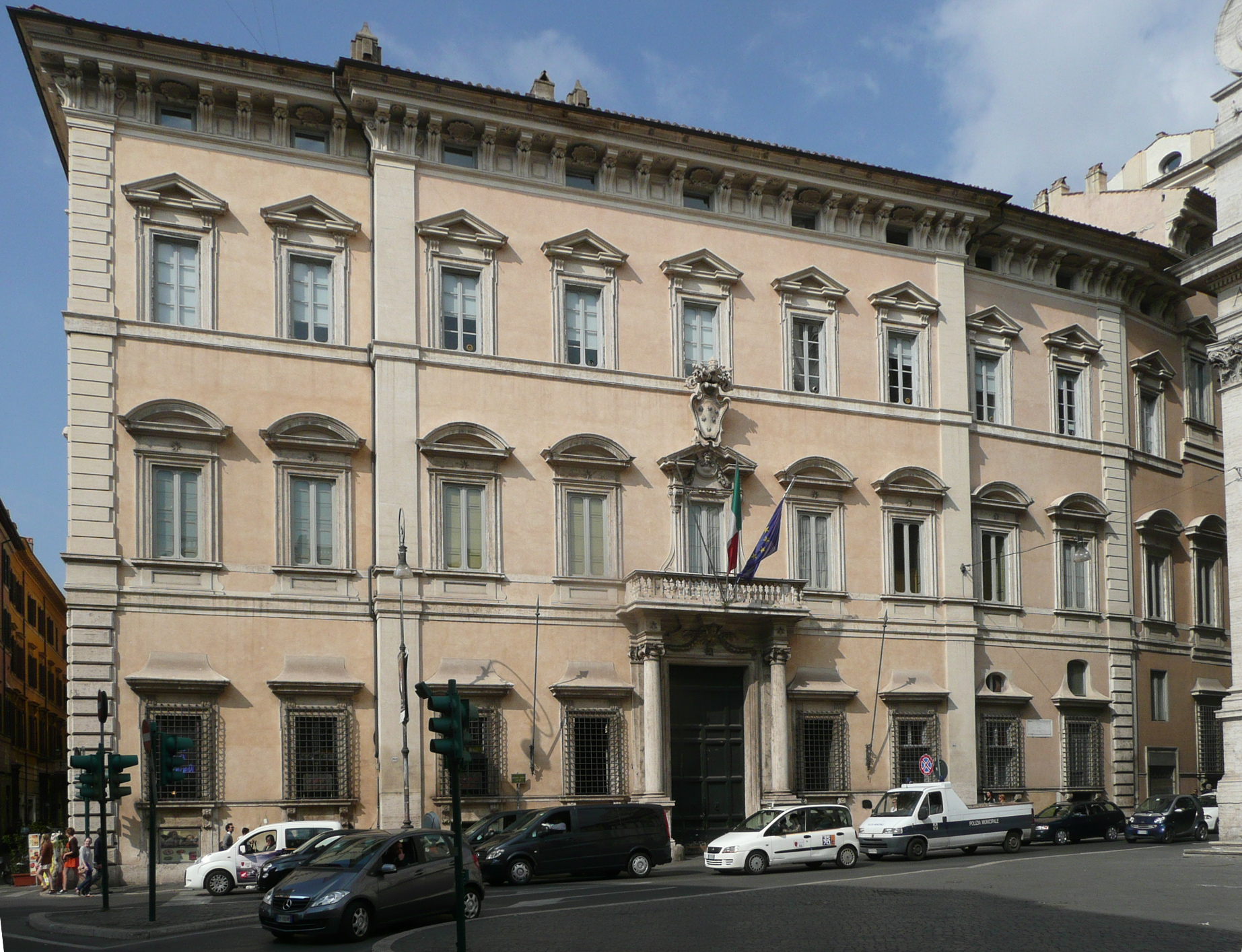
Fachada na Piazza de Gesù.

Palazzo Altieri é um palácio barroco localizado na Piazza del Gesù, ao lado da Igreja de Jesus (Gesù) e de frente para o Palazzo Cenci-Bolognetti, no rione Pigna de Roma. O palácio ocupa um grande quarteirão isolado no centro de Roma, com sua fachada principal na Via del Plebiscito na altura da praça. 

## História
A família Altieri, uma das mais importantes da cidade no século XVII e que se vangloriava de ter sua origem na nobreza da Roma Antiga, o que é muito improvável, era proprietária de diversos edifícios no rione Pigna, incluindo os que foram demolidos para a construção da Igreja de Jesus na segunda metade do século XVI. Em 1643, Giovanni Battista Altieri foi nomeado cardeal e sentiu que sua residência não era adequada para sua nova função. Em 1650, ele contratou Giovanni Antonio De Rossi para construir o que seria o primeiro núcleo edificado do palácio, incorporando diversas outras residências da família na Piazza del Gesù. Uma viúva chamada Berta, que vivia numa pequena casa para a direita da entrada principal, se recusou a sair e De Rossi encontrou uma forma de incorporar a casa dela ao novo palácio, o que explica as duas pequenas janelas acima das janelas principais. As obras foram completadas em 1655, data da morte de Altieri. A estrutura ainda não tinha um pátio interno e estava limitada à seção na praça. De Rossi reduziu a monotonia da grande fachada projetando ligeiramente para frente a porção central, imitando o que Gian Lorenzo Bernini havia feito no Palazzo di Montecitorio.

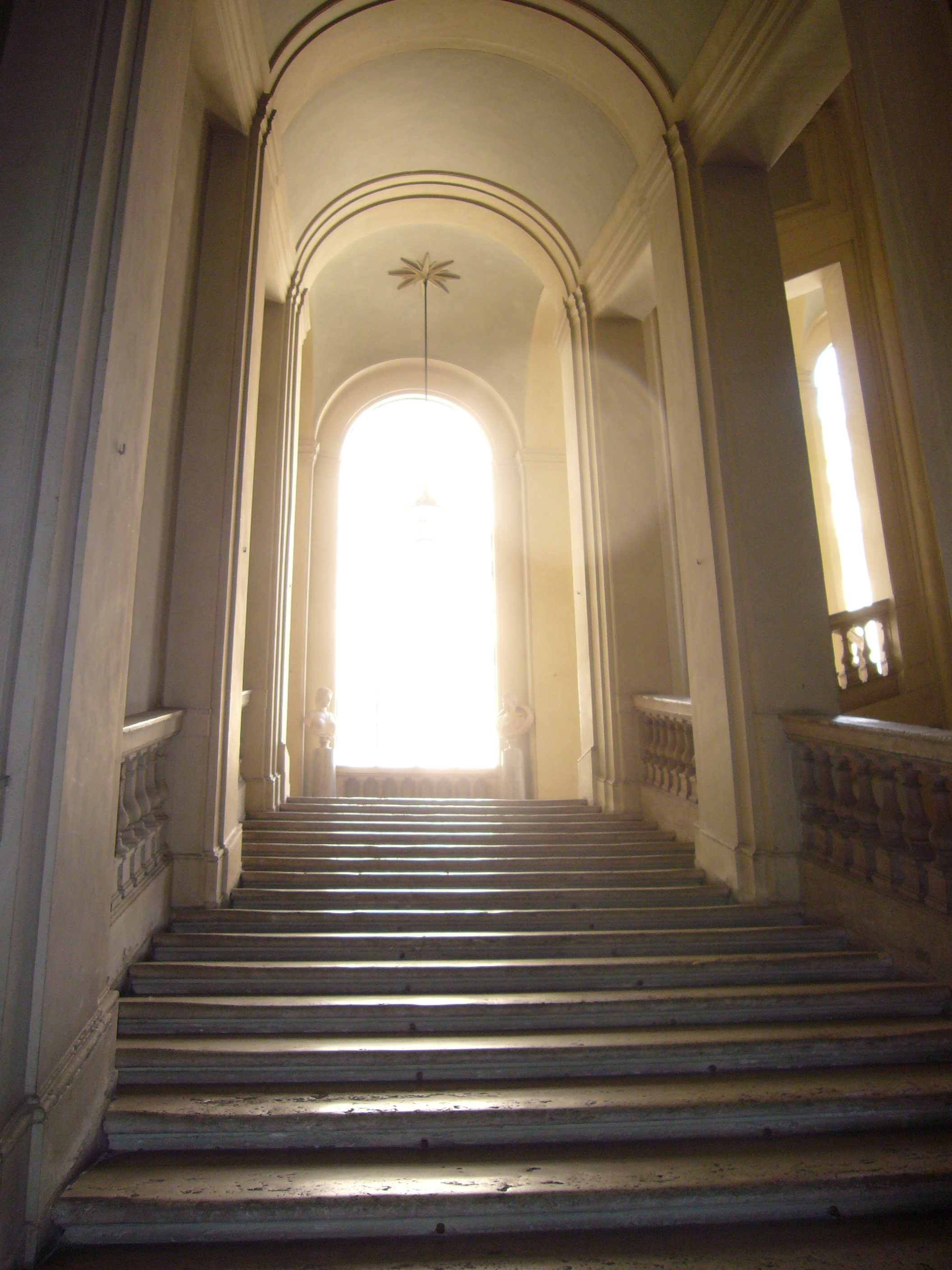
Escadaria monumental.

Em 1669, Emilio Altieri, um irmão de Giovanni Battista, foi nomeado cardeal pelo papa Clemente IX e, no ano seguinte, acabou sendo eleito papa com o nome de Clemente X. Ele já tinha 80 anos de idade, mas viveu o suficiente para financiar a ampliação do palácio familiar. Nesta época, a família Altieri estava próxima da extinção e Clemente X concedeu a Gaspare Paluzzi Albertoni, marquês de Rasina e marido de sua sobrinha Laura Caterina Altieri o direito de continuar o nome Altieri. De Rossi (com a ajuda de Mattia de Rossi) construiu nesta época duas outras grandes adições: uma para a direita do palácio original e outra atrás desta. A fachada principal foi mantida de acordo com o projeto original. As obras terminaram em 1675. De Rossi também foi contratado também para criar uma villa numa parte interna da Muralha Aureliana que na época ainda não era edificada, no monte Esquilino: a chamada Villa Altieri, na qual De Rossi projetou o pequeno palacete com uma bela fachada com duas rampas, uma fonte e um jardim.
A ala de frente para a Via di S. Stefano del Cacco, foi construída por volta de 1734 por Alessandro Speroni, que construiu uma série de reentrâncias baixas para entrada de carroças. Entre 1773 e 1775, Clemente Orlandi também trabalhou no palácio.

## Descrição
O complexo ocupa todo um quarteirão entre a Via del Plebiscito, Via degli Astalli, Via di S.Stefano del Cacco, Via del Gesù e a Piazza del Gesù e se desenvolve à volta de dois pátios internos, dos quais o principal (de frente para a Via del Gesù) é definido por um amplo pórtico em três ordens de arcadas assentadas em pilastras enquanto que o outro (de frente para a Via del Plebiscito) é caracterizado por uma escadaria monumental decorada com esculturas antigas, entre as quais a célebre estátua do "Bárbaro Prisioneiro" recuperada perto do Teatro de Pompeu. A fachada se abre num belo portal flanqueado por duas colunas jônicas de travertino que sustentam uma lógia sobre a qual está uma porta-janela decorada por uma cabeça feminina entre dois festões e pelo brasão de Clemente X. No piso térreo estão janelas com arquitraves e com grades no corpo avançado encimadas por mísulas e outras pequenas janelas, no primeiro piso, janelas com arquitraves com tímpano curvo sobre a estrela do brasão Altieri, no segundo piso, janelas com tímpanos triangulares e, finalmente, no beiral, mísulas, das quais saem duas faixas rusticadas decoradas por estrelas e conchas.

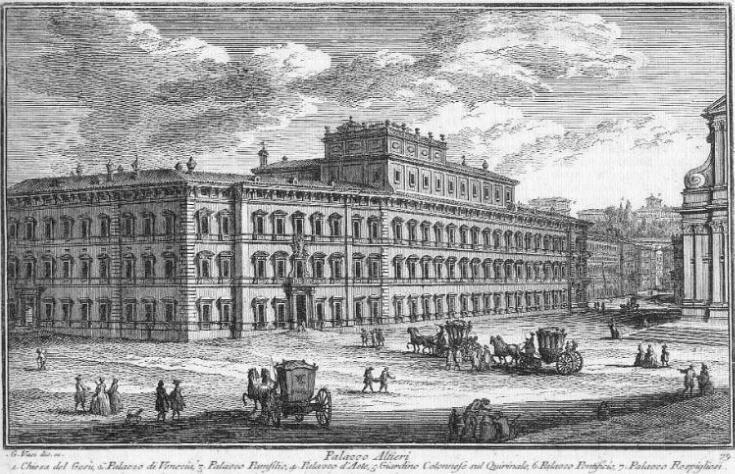
Vista do palácio numa gravura de Giuseppe Vasi (1754). A fotografia no alto da página corresponde à ponta do palácio à esquerda na imagem, o que permite vislumbrar a dimensão real da enorme estrutura.

As diversas salas do palácio são decoradas com mármores preciosos, pinturas e esculturas de grande valor, entre as quais o célebre "Triunfo da Clemência", de Carlo Maratta, que decora o teto do salão de audiências no piso nobre, o antigo mosaico de "Marte e Reia Sílvia", recuperado em Óstia Antiga em 1783, instalado no piso do gabinete nobre. Notável também é a antiga biblioteca, hoje sede do arquivo da família Altieri, famosa por um tempo pelo número e pela raridade das edições colecionadas e onde estava o famoso "Busto de Clemente X" de Gian Lorenzo Bernini.
Apesar de a mobília ter sido parcialmente dispersada por conta das dificuldades enfrentadas pela família, o palácio ainda abriga relevantes obras de arte e decorações, entre as quais pinturas de Luca Giordano, Bernardo Strozzi, Pieter Mulier, Domenico Maria Canuti, Lionello Spada, Fabrizio Chiari, Felice Giani, Vincenzo Camuccini, Francesco Zuccarelli, Giovanni Andrea Carlone e Giuseppe Bonito.

## Uso moderno
As enormes dimensões do palácio fizeram com que ele tivesse vários usos simultâneos ao longo do tempo. Apenas no período pós-guerra, ele foi usado como set de filmagens, como sede comercial e como sede de algumas escolas do Liceo Visconti, conhecidas como Viscontino.
Ali viveram também a atriz Anna Magnani (m. 1973), o dançarino Guido Lauri e o escritor Carlo Levi, que citou o fato em sua obra "L'orologio". 

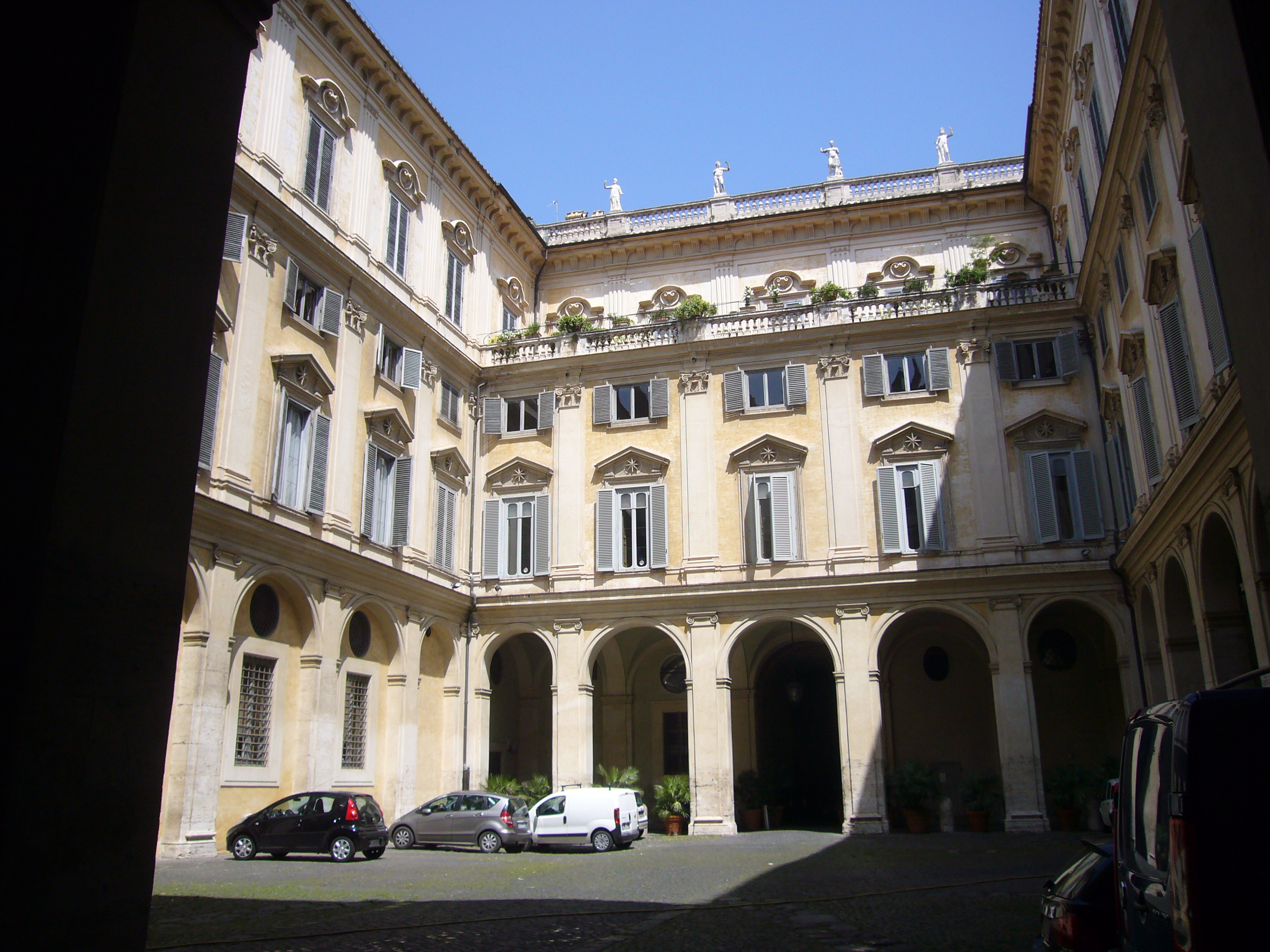
Um dos dois pátios interiores do palácio.

O edifício é atualmente um condomínio ocupado em parte pela Associazione Bancaria Italiana (ABI), em outra por dois bancos (FINNAT e Banca Popolare di Novara) e uma terceira por proprietários privados, que, entre outras coisas, conservam no palácio o arquivo da família Altieri na "Librària Altieri". Além disto, o palácio é também a sede da Embaixada Japonesa na Itália.